# Ligne de Merrey à Hymont - Mattaincourt
La ligne de Merrey à Hymont - Mattaincourt est une ligne ferroviaire française à écartement standard, à double voie non électrifiée. Elle s'embranche à Merrey, sur la transversale de Culmont - Chalindrey à Toul, et aboutit à Hymont - Mattaincourt, sur la ligne de Neufchâteau à Épinal. Elle constituait un maillon de la relation Dijon – Nancy via Vittel.
Elle constitue la ligne no 035 000 du réseau ferré national. Historiquement, elle constituait la partie sud de la ligne 14 (Nancy – Merrey) dans l'ancienne numérotation SNCF des lignes de la région Est.

## Historique
La ligne, partie d'un itinéraire de Mirecourt à Chalindrey, est déclarée d'utilité publique par une loi le 15 juin 1878. Une loi du 31 juillet 1879 autorise le ministère des Travaux publics à entamer les travaux de construction de cette ligne.
La ligne est ouverte le 1er mars 1881.
Par une convention signée le 21 septembre 1881, entre le ministre des Travaux publics et la Compagnie des chemins de fer de l'Est, l'État confie provisoirement l'exploitation de la ligne à la compagnie. Cette convention est approuvée par un décret le 3 octobre suivant.
La ligne est cédée par l'État à la Compagnie des chemins de fer de l'Est, par une convention signée entre le ministre des Travaux publics et la compagnie le 11 juin 1883. Cette convention est approuvée par une loi le 20 novembre suivant.

## Description de la ligne

### Caractéristiques
Cette ligne est à double voie sur la totalité de son parcours. Son profil est moyen, avec des déclivités de 10 mm/m. 
Les vitesses maximales admises ne dépassent pas les 100 km/h entre Merrey à Vittel et de 90 km/h au-delà.

### Infrastructure
Cette ligne ne comporte pas de viaducs notables ni de tunnels.
Elle est équipée du block automatique lumineux (BAL) jusqu'à Damblain puis du block manuel sur le reste du parcours et dispose d'une liaison radio avec le système GSM-R de Merrey à Vittel.

## Matériel roulant circulant sur la ligne
De Contrexéville à Nancy, le trafic est assuré par des autorails X 76500. Depuis la réouverture de la ligne du Train des eaux Paris-Est – Vittel les week-end d'avril à novembre, ce sont des B 85000 dits Coradia Liner qui effectuent la liaison.

## Exploitation et trafic
Le trafic voyageurs avait été interrompu en décembre 2016, à cause du médiocre état de la ligne et du faible trafic qu'elle générait[réf. souhaitée]. Toutefois, il a partiellement repris le 5 avril 2019 grâce à la création d'une liaison Paris – Contrexéville – Vittel, fonctionnant les vendredis, dimanches et jours fériés, de début avril à début novembre.

## Galerie de photographies

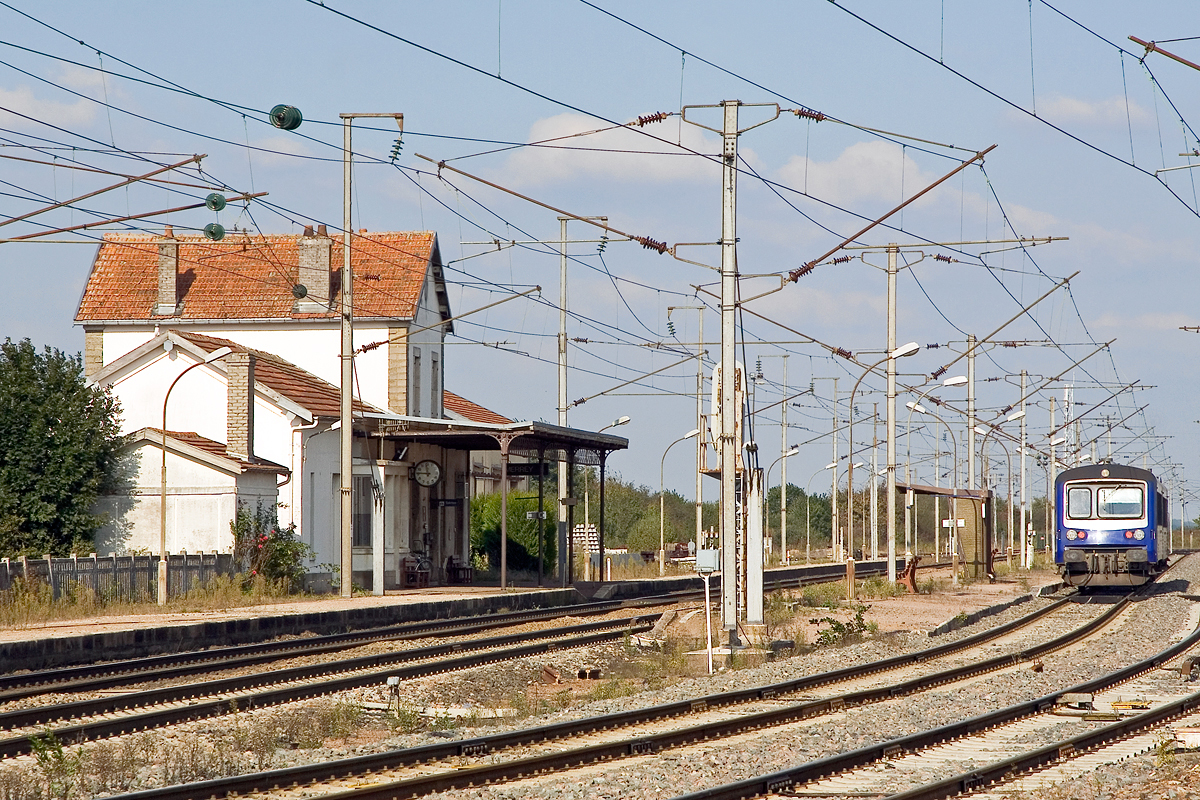
La gare de Merrey.
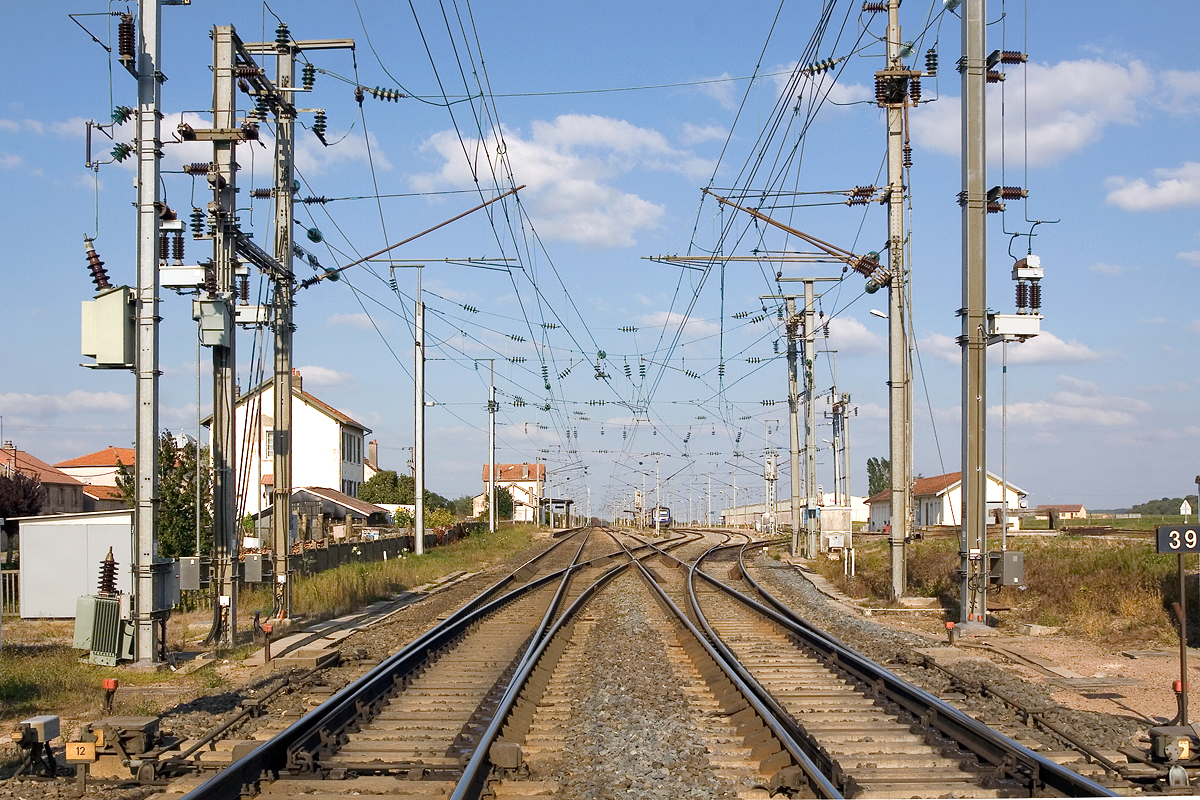
La bifurcation jouxtant la même gare.